# Robert „RJ“ Scaringe

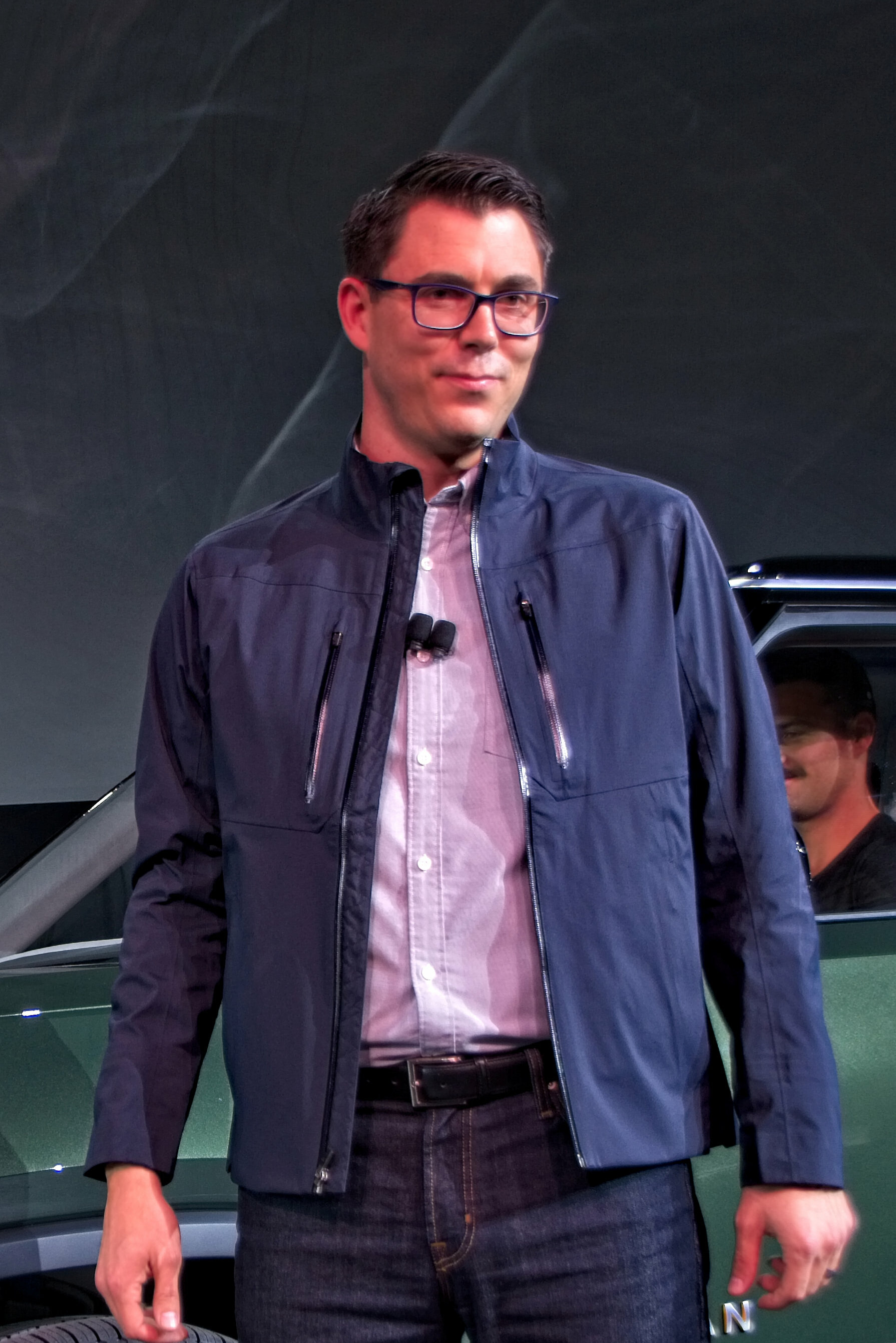
Robert „RJ“ Scaringe, 2018

Robert Joseph „RJ“ Scaringe (* 19. Januar 1983 in Rockledge, Florida) ist ein US-amerikanischer Unternehmer. Er ist Gründer und CEO des Unternehmens Rivian, einem Hersteller von elektrisch angetriebenen Automobilen.

## Ausbildung
Scaringe wuchs in Melbourne, Florida, auf. Sein Vater war Ingenieur, der sich als Unternehmer selbständig gemacht hat. Nach der High School machte Scaringe einen Bachelor-Abschluss als Maschinenbauingenieur am Rensselaer Polytechnic Institute. Anschließend erwarb er einen Master-Abschluss im selben Fachgebiet am Massachusetts Institute of Technology (MIT) und promovierte danach am Sloan Automotive Lab des MIT. Er arbeitete zunächst für mehrere große Automobilunternehmen.

## Rivian
Im Jahr 2009 gründete Scaringe in Rockledge, Florida, die Firma „Mainstream Motors“, die sich als Sportwagenmanufaktur betätigte. 2011 erfolgte ein Namenswechsel zu "Rivian", wobei der Indian River in Florida der Namensgeber war. Das Unternehmen konzentrierte sich auf die Entwicklung und den Bau von elektrisch angetriebenen Fahrzeugen, insbesondere von Pick-ups, SUVs und Kleinlastern. Das Unternehmen wuchs und ging 2021 an die Börse, es war der größte Börsengang des Jahres 2021. Nach dem Börsengang wurde das Unternehmen mit über 100 Milliarden US-Dollar bewertet. Scaringe gehören nur noch 1,4 % der Anteile und bei den Stimmrechten hält er 9,5 %.  Mitte 2024 beschäftigt das Unternehmen 9500 Mitarbeiter, davon 3300 im Hauptwerk in der Stadt Normal im US-Bundesstaat Illinois.

## Privates
Scaringe ist mit Meagan McGone verheiratet, sie haben gemeinsam drei Kinder. Die Familie lebt in Irvine, Kalifornien, sowie in Bloomington-Normal, Illinois. Er gilt als Autonarr, liebt die freie Natur, ist sportlich, lebt vegan und nimmt die Ziele zur Nachhaltigkeit und zum Umweltschutz nach eigenen Angaben sehr ernst.